# Никитинский сельсовет (Тамбовская область)
Никитинский сельсовет — сельское поселение в Инжавинском районе Тамбовской области Российской Федерации.
Административный центр — село Никитино.

## История
Статус и границы сельского поселения установлены Законом Тамбовской области от 17 сентября 2004 года № 232-З «Об установлении границ и определении места нахождения представительных органов муниципальных образований в Тамбовской области».

## Население
| 2010 | 2012 | 2013 | 2014 | 2015 | 2016 | 2017 |
| ---- | ---- | ---- | ---- | ---- | ---- | ---- |
| 952  | ↘932 | ↘904 | ↘870 | ↘861 | ↘844 | ↘819 |
| 2018 | 2019 | 2020 | 2021 |      |      |      |
| ↘800 | ↘782 | ↘774 | ↘755 |      |      |      |

## Состав сельского поселения
| №  | Населённый пункт | Тип населённого пункта       | Население |
| -- | ---------------- | ---------------------------- | --------- |
| 1  | Алексеевка       | деревня                      | 27        |
| 2  | Васильевка       | деревня                      | 20        |
| 3  | Гурьевка         | деревня                      | 70        |
| 4  | Заречная         | деревня                      | 24        |
| 5  | Михинский        | посёлок                      | 28        |
| 6  | Никитино         | село, административный центр | ↘439      |
| 7  | Рубцовка         | деревня                      | 10        |
| 8  | Семёновка        | село                         | ↘225      |
| 9  | Успеновка        | деревня                      | 45        |
| 10 | Якутино          | деревня                      | ↘64       |

### Упразднённые населённые пункты
Железнодорожная станция Земляное.